# Хосе Анхель Гурріа Тревіньо
Хосе Анхель Гурріа Тревіньо (ісп. José Ángel Gurría Treviño; нар. 8 травня 1950) — мексиканський державний діяч і дипломат.

## Біографія
Народився 8 травня 1950 року в місті Тампіко Мексиці. У 1972 закінчив Національний автономний університет Мексики, економічний факультет. Аспірантуру Лідського університету (Велика Британія) (1974), Гарвардського університету і Університету Південної Каліфорнії (США).
З 1979 по 1989 — співробітник міністерства фінансів Мексики.
З 1989 по 1992 — заступник міністра фінансів Мексики.
З 1992 по 1993 — голова Правління Національного банку зовнішньої торгівлі Мексики.
У грудні 1994 — вивів Мексику із важкої економічної кризи.
З 1994 по 1998 — міністр закордонних справ Мексики.
З 1998 по 2000 — міністр фінансів Мексики.
З 2006 — генеральний секретар Організації економічного співробітництва і розвитку (ОЕСР).
У 1999 — за повідомленнями Журналу «Євромані» та журналу «Уорлд Лінк», що видається форумом в Давосі, Анхель Гурріа визнаний найкращим міністром фінансів та міністром фінансів «ідеального уряду».